# Trnje (Škofja Loka, Slovenija)
Trnje je naselje u slovenskoj Općini Škofji Loki. Trnje se nalazi u pokrajini Gorenjskoj i statističkoj regiji Gorenjskoj. 

## Stanovništvo
Prema popisu stanovništva iz 2002. godine naselje je imalo 59 stanovnika.